# 보화 (연호)
보화(保和, 824년 ~ 839년)는 남조(南詔) 소성왕(昭成王) 권풍우(勸豊祐)의 첫번째 연호이다.

## 연대 대조표
| 보화       | 원년       | 2년        | 3년        | 4년        | 5년        | 6년        | 7년        | 8년        | 9년        | 10년       |
| 서기(西紀) | 824년      | 825년      | 826년      | 827년      | 828년      | 829년      | 830년      | 831년      | 832년      | 833년      |
| 간지(干支) | 갑진(甲辰) | 을사(乙巳) | 병오(丙午) | 정미(丁未) | 무신(戊申) | 기유(己酉) | 경술(庚戌) | 신해(辛亥) | 임자(壬子) | 계축(癸丑) |
| 보화       | 11년       | 12년       | 13년       | 14년       | 15년       | 16년       |            |            |            |            |
| 서기(西紀) | 834년      | 835년      | 836년      | 837년      | 838년      | 839년      |            |            |            |            |
| 간지(干支) | 갑인(甲寅) | 을묘(乙卯) | 병진(丙辰) | 정사(丁巳) | 무오(戊午) | 기미(己未) |            |            |            |            |

## 동시대 연호
| 이전 연호 대풍(大豊) | 중국의 연호 남조(南詔) | 다음 연호 천계(天啓) |